# Utopija (sociologija)
Utopija je u osnovnom značenju pojma, mjesto koje ne postoji. Nakon objavljivanja knjige „Utopija” Thomasa Morea o najboljem uređenju države pojam utopija postaje sinonim za sve ideje koje istražuju mogućnost idealnog rješenja, bilo uređenja države, odnosa među ljudima ili prestanka bilo kakvih sukoba i ratova, ali oni u praksi do sada nisu realizirani, bez obzira na pokušaje. Utopija je idealno zamišljena zemlja, zajednica savršenih društvenih odnosa u kojoj vlada blagostanje i sreća.
Darko Suvin, kanadski teoretičar hrvatskog podrijetla, definirao je utopiju kao: „verbalnu konstrukciju o određenoj pseudoljudskoj zajednici u kojoj su društveno-političke institucije, norme i individualni odnosi organizirani prema savršenijem principu nego u autorovom društvu, a ova se konstrukcija temelji na čuđenju koje proizlazi iz hipoteze alternativne povijesti.”
Hipotetičke utopije usredotočuju se na jednakost, između ostalog, u kategorijama kao što su: ekonomija, vlada i pravda, s metodom i strukturom predložene provedbe koja varira ovisno o ideologiji. Lyman Tower Sargent tvrdi da je priroda utopije inherentno kontradiktorna, jer društva nisu homogena i imaju sukobljene želje koje se ne mogu istovremeno zadovoljiti.